# 撒姆魯
撒姆魯（排灣語：Samuluq），是台灣排灣族高士佛部落（Linivuan，位於今屏東縣牡丹鄉）傳說中的盜墓者，有使役毒蛇的能力。

## 傳說

### 偷竊
撒姆魯是高士佛部落的族人。過去在竹坑部落（Tjuruguai，位於屏東縣獅子鄉，內文社群其一）有一位廣受族人敬愛的頭目勞理岸（Raulian）去世，並受到族人鄭重地厚葬，知道這件事情的撒姆魯便前往該社，假裝是來自北大武山的旅者借宿當地，並且在晚上跑去竊取勞理岸的陪葬品，隨即逃回高士佛部落，還把勞理岸的屍體隨便棄置在地上。

### 毒蛇
回到部落的撒姆魯隨即因為不明原因，陰莖的一部份腫脹破裂，有快一百條百步蛇從破裂處爬了出來。而在發現勞理岸的墓被破壞後，竹坑部落的族人憤怒地要高士佛部落把他交出來，撒姆魯便帶著那些從自己身體裡爬出來的毒蛇再度前往那裡，並且讓毒蛇隱藏在四周，另一方面，竹坑部落的新頭目也早已派族人包圍在四周，在見到撒姆魯並痛斥他一番後，便要族人上前殺死他，但撒姆魯這時也呼喚蛇群，讓他們圍在四周護衛自己，族人們不敢靠近，就讓他大搖大擺地離開了。

### 後續
後來，撒姆魯繼續到處偷竊，眾人都很生氣、但也因為蛇而對他無可奈何，直到幾年後撒姆魯去世了才放心。